# 盖茨黑德足球俱乐部
盖茨黑德足球俱乐部（英語：Gateshead Football Club）是位於英格蘭東北區域泰恩-威爾郡蓋茨黑德的足球俱乐部，於1889年成立，一度參賽英格蘭足球聯賽，於1960年不獲重選後在低級聯賽角逐，更於1973年清盤結束，球隊於1977年重組，現時在英格蘭足球聯賽系統第五級的英格蘭足球議會全國聯賽參賽，球隊以盖茨黑德国际体育场（Gateshead International Stadium）作為主場球場。

## 榮譽
- 英格蘭足球議會北部聯賽
  - 冠軍：2021/22年 ;
  - 亞軍兼附加賽冠軍：2008/09年；
- 英格蘭北部超級聯賽超聯組
  - 冠軍：1982/83年、1985/86年；
  - 亞軍：1989/90年；
  - 聯賽挑戰盾冠軍：1985/86年；
  - 聯賽挑戰盃亞軍：1989/90年、2002/03年；
  - 附加賽冠軍：2007/08年；

## 外部連結
- Gateshead FC - official website （页面存档备份，存于）